# محله اور
محله اور (به عربی: حي أور) یکی از محله‌های شهر بغداد و در ۸ کیلومتری مرکز آن می‌باشد.
این محله شامل تعدادی مسجد می‌باشد، شامل:
- مسجد الفردوس.
- مسجد النعمان.